# 西原 (浦添市)
西原（にしはら）は、沖縄県浦添市の地名。郵便番号は901-2101。

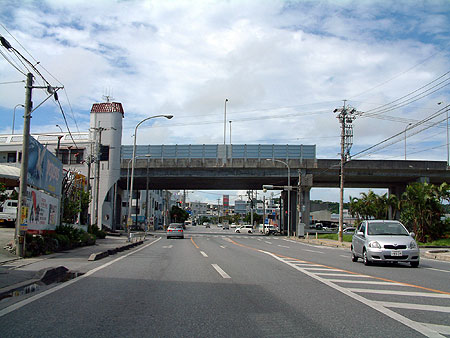
広栄交差点

## 地理
浦添市最東端に位置し、前田・当山、宜野湾市嘉数・真栄原・我如古、西原町と隣接する。沖縄本島中南部の交通の要所の一つ。正式名称は「にしはら」だが中頭郡西原町と区別するため浦添市西原を「にしばる」と呼称するのが一般的で、新興の浦西団地地域(呼び名)は別途「うらにし」と称される。なおゆいレールてだこ浦西駅は前田に、バークレーズコート内にある浦西りうぼうは当山に（ただし住居表示実施前は「字西原」に所在した）それぞれ所在する。

## 歴史

### 地名の由来
隣接する中頭郡西原町と同じく、首里のニシ（北）に位置する事が地名の由来である。

## 交通
- 沖縄自動車道
  - 西原インターチェンジ

出入り口と料金所は浦添市西原にあり、本線車道への合流点・本線車道からの分岐点は中頭郡西原町にある。
- 国道330号
- 沖縄県道241号宜野湾南風原線

## 自治会
- 西原1区自治会
- 西原2区自治会
- 広栄自治会
- 浦西自治会

## 施設

### 西原一丁目
- 西原公民館
- JAおきなわ浦添市西原支店
- 生活協同組合コープおきなわ配送センター

### 西原二丁目
- 浦添西原郵便局

### 西原三丁目
- 広栄公民館
- 医療法人大平会 嶺井第二病院
- 拝山公園

### 西原四丁目
- 西日本高速道路株式会社九州支社沖縄管理事務所
  - 西原料金所
- 西原児童センター
- つなひき公園
- 拝山遺跡

### 西原五丁目
- 浦西団地
- にしばる公園
- しらゆり公園
- さくら公園
- サンエーV21うらにし食品館
- パブリックゴルフ浦添